# Albert S. D'Agostino
Albert S. D'Agostino (New York, 27 dicembre 1892 – Los Angeles, 14 marzo 1970) è stato uno scenografo statunitense sempre accreditato e menzionato con il secondo nome puntato.

## Biografia
Ha preso parte a oltre 340 film tra il 1921 ed il 1959. Ha ricevuto cinque candidature ai Premi Oscar nella categoria migliore scenografia, senza tuttavia mai vincere: nel 1937, nel 1943, nel 1944, nel 1945 e nel 1946.

## Filmografia
- Il segreto del Tibet (Werewolf of London), regia di Stuart Walker (1935)
- Lo sconosciuto del terzo piano (Stranger on the Third Floor), regia di Boris Ingster (1940)
- La valle degli uomini rossi (Valley of the Sun), regia di George Marshall (1942)
- Dedizione (The Big Street), regia di Irving Reis (1942)
- Hitler's Children, regia di Edward Dmytryk e, non accreditato, Irving Reis (1943)
- The Ghost Ship, regia di Mark Robson (1943)
- Il denaro non è tutto (Higher and Higher), regia di Tim Whelan (1943)
- La settima vittima (The Seventh Victim), regia di Mark Robson  (1943)
- Mademoiselle Fifi, regia di Robert Wise (1944)
- Hotel Mocambo  (Step Lively), regia di Tim Whelan (1944)
- Le sorprese dell'amore (Bride By Mistake), regia di Richard Wallace (1944)
- Il ribelle (None But the Lonely Heart), regia di Clifford Odets (1944)
- Il coraggio delle due (Two O'Clock Courage), regia di Anthony Mann (1945)
- La bionda di bambù (The Bamboo Blonde), regia di Anthony Mann (1946)
- La moglie celebre (The Farmer's Daughter), regia di H.C. Potter (1947)
- A Likely Story, regia di H.C. Potter (1947)
- Il vagabondo della foresta (Rachel and the Stranger), regia di Norman Foster (1948)
- Bersaglio umano (The Clay Pigeon), regia di Richard Fleischer (1949)
- Il gigante di New York (Easy Living), regia di Jacques Tourneur (1949)
- Lo schiavo della violenza (The Woman on Pier 13), regia di Robert Stevenson (1949)
- Più forte dell'amore (The Blue Veil), regia di Curtis Bernhardt e, non accreditato, Busby Berkeley (1951)
- Il suo tipo di donna (His Kind of Woman), regia di John Farrow, Richard Fleischer (1951)
- I figli dei moschettieri (At Sword's Point), regia di Lewis Allen (1952)
- Susanna ha dormito qui (Susan Slept Here), regia di Frank Tashlin (1954)
- La linea francese (The French Line), regia di Lloyd Bacon (1954)
- Il tesoro sommerso (Underwater!), regia di John Sturges (1955)
- Il pilota razzo e la bella siberiana (Jet Pilot), regia di Josef von Sternberg (1957)